# Fédération française de pulka et traîneau à chien
La Fédération française de pulka et traîneau à chien (FFPTC), est une association loi de 1901 française, qui a pour mission d'organiser et de développer les courses de pulka et de traîneau à chien pour les races Husky de Sibérie, Malamute d'Alaska, Samoyède et Chien du Groenland. Elle a aussi de manière plus générale pour mission de promouvoir l'utilisation sportive des chiens de traîneau de ces quatre races. Elle a succédé en 1984 à l'association « club de la Pulka et du Traîneau à Chiens » fondée en 1979.
La Fédération est agréée par le Ministère de la jeunesse et des Sports sous le n° 38 S 212. Cependant, elle n'a pas de délégation de service public. Cette dernière a été confiée la Fédération Française des Sports de Traîneau, de Ski-Pulka et de Cross Canin (FFST) qui la seule affiliée à la Fédération internationale des sports de traîneaux à chien et qui est ouverte à tous les types de chiens et ne représente pas uniquement les intérêts des quatre clubs de races mentionnés plus hauts. Il subsiste une situation inhabituelle en France où le sport de traîneau à chien est représenté par deux fédérations.
La FFPTC est affiliée à la Fédération Internationale Sportive de Traîneau à Chiens (FISTC). Elle est associée aux travaux de la Société Centrale Canine (SCC). Elle compte 31 clubs affiliés et gère 26 courses en 2006. Le nombre de licenciés est d'environ 1200. Le président en exercice en 2006 est Franco Mannato.
En compétition, seuls les attelages de races nordiques (Husky de Sibérie, Malamute d'Alaska, Samoyède et Chien du Groenland) ou de types nordiques (passeport Cat 3) sont autorisés. Les trois types d'attelage utilisés sont le pulka, le ski-joering et le traîneau à chien. Il existe trois grandes catégories d'épreuves : la plus courante est le sprint, avec une distance de moins de 20 km. Viennent ensuite la course de moyenne distance (20 à 60 km) et les épreuves de longue distance (plus de 50 km).

En dehors de toute compétition, des randonnées sont aussi organisées par les clubs et la FFPTC centralise les dates.

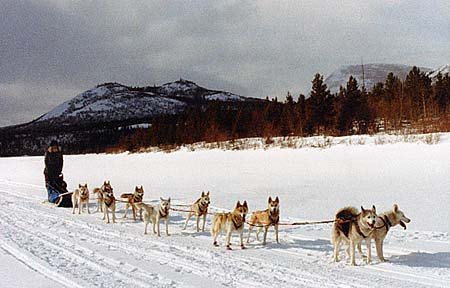